# Copaxa joinvillea
Copaxa joinvillea är en fjärilsart som beskrevs av William Schaus 1921. Copaxa joinvillea ingår i släktet Copaxa och familjen påfågelsspinnare. Inga underarter finns listade i Catalogue of Life.